# Exetastes ocellatus
Exetastes ocellatus är en stekelart som beskrevs av Rey del Castillo 1990. Exetastes ocellatus ingår i släktet Exetastes och familjen brokparasitsteklar. Inga underarter finns listade i Catalogue of Life.